# Бандероль

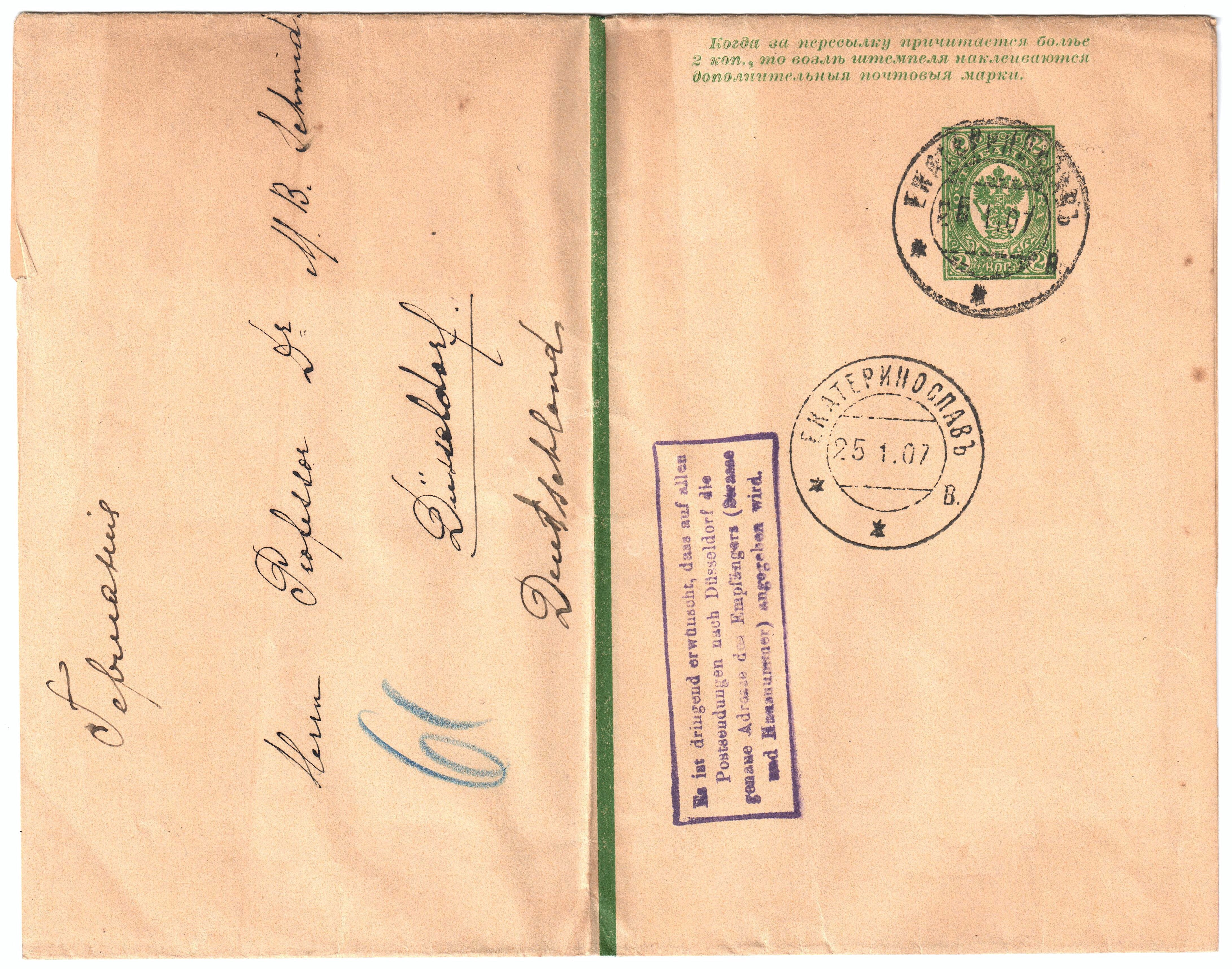
Специальная упаковка в виде ленты для почтовых отправлений — бандеролей с напечатанным почтовым знаком (Россия)

Бандеро́ль (фр. banderole, от bande — полоска и role — свёрток, список) — вид цельной вещи, бумажная лента для упаковки почтовых отправлений, а также само почтовое отправление в такой обёртке.
Кроме того, под бандеролью могут также понимать ярлык, прикрепляемый на товаре и являющийся знаком уплаты акцизного налога или пошлины, а также ленту из плотной бумаги, которую используют для упаковки денежных купюр в банках.

## Описание
Отправление в бандерольной упаковке может содержать печатные издания (книги, журналы, газеты), деловые бумаги, рукописи, фотографии. В международном почтовом обмене бандероли могут содержать только печатные издания.
Масса и упаковка бандеролей соответствуют определённым правилам. Бандероли могут быть простыми, заказными и с объявленной ценностью (ценными).

## История

### Бандероль в изобразительном искусстве
Исторически мотив перевязи в виде переплетающихся лент, полос ткани, возник в средневековом орнаменте и ренессансной гравюре. Ранняя форма названия: бандельверк (нем. Bandelwerk, от Band, Bändel — повязка, лента и Werk — работа, изделие). Такие бандероли помещали на многие изделия, например на расписные блюда итальянской майолики XV—XVI веков. На таких бандеролях размещали надписи, девизы. В XVII столетии, в искусстве стиля барокко, бандероли помещали в архитектуре: на фасадах зданий либо в интерьерах с памятными надписями и датами. Подобные бандероли «держат» аллегорические фигуры в скульптуре и живописи. Близкие мотивы: картуш, рольверк, кнорпельверк, ормушль.

### Бандероль как цельная вещь
Первоначально бандеролями назывались бумажные ленты для упаковки почтовых отправлений, которые в некоторых странах выпускались с напечатанными на них знаками почтовой оплаты. Подобные маркированные бандероли относятся к цельным вещам и являются объектами коллекционирования (филателии).
Предшественниками бандеролей можно считать лентообразные бандероли («billet de port payé» — свидетельство об оплате почтового сбора), которые применялись в Париже в 1653—1654 годах. Идея их выпуска принадлежит Жану-Жаку Ренуару де Вилайе, арендатору парижской почты. Бандероли продавались по цене в 1 су (соль); ими обёртывали почтовые отправления, или же бандероли вкладывались в отправления таким образом, чтобы их видел письмоносец. На бандеролях был отпечатан особый штемпель Ренуара де Вилайе со словами «Port payé, le… jour de l’an 1653 (1654)» («Оплачено, … дня, года 1653 (1654)»). Неизвестно, была ли на марке «билета» обозначена цена; их экземпляров не сохранилось.

### Бандероль как почтовое отправление
В XIX веке во многих странах бандерольные отправления были установлены для предоставления корреспондентам возможности пересылать по почте некоторые предметы по уменьшенной цене. Бандерольные отправления, к которым воспрещалось прилагать письменные сообщения, имевшие характер текущей корреспонденции, могли содержать в себе:
- а) произведения печати и вообще тиснения,
- б) деловые бумаги и
- в) образцы товаров, не имевшие ценности в продаже.

Для бандерольных отправлений устанавливался высший предельный вес, который для произведений печати доходил в Англии до 5 фунтов, во Франции до 3 кг, в Германии до 1 кг, а для образцов заводов — до 250 г в Германии, до 300 г в Италии, до 350 г во Франции. В Германии и Австрии, например, для произведений печати была установлена такса с четырьмя подразделениями, в пределах от 3 пфеннигов (эквивалент 3 сантимов) и 2 крейцеров (4 сантимов) до 30 пфеннигов и 15 крейцеров, соответственно, а с образцов товаров взималось, независимо от веса, 10 пфеннигов в Германии и 5 крейцеров в Австрии. Бандерольные отправления, не удовлетворявшие установленным требованиям относительно предельных размеров в длину, ширину и высоту, равно как и отправления не оплаченные, не отправлялись по назначению. Бандерольные отправления, не вполне оплаченные, отправлялись, но с получателя взимался недостающий весовой сбор в двойном размере. К началу XX века бандерольные отправления имели первостепенное значение для торговли, особенно внешней, а также для распространения книг и журналов, но в дореволюционной России они не успели получить достаточного развития.

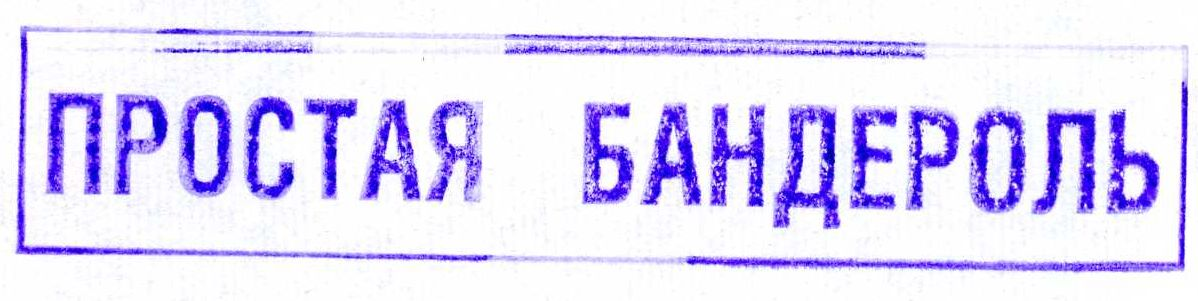
Оттиск штампа «Простая бандероль» (Россия)

В Российской империи предельный вес бандерольных отправлений был значительно ниже, не превышая 4 фунтов для произведений печати и деловых бумаг (следовательно, ниже предельного веса для закрытых писем) и 20 лотов для образцов товаров. Бандерольные отправления оплачивались, хотя и по значительно пониженной таксе (минимальная оплата иногородних отправлений была 2 копейки (эквивалент 5 сантимов) за произведения печати, 7 копеек — за деловые бумаги, 3 копейки — за образцы товаров), но каждая весовая единица, за которую были приняты 4 лота, оплачивалась полностью. С 1890 года в России издавались маркированные бандероли.
В СССР бандероли, как почтовые отправления, подразделялись на внутренние (местные, иногородние) и международные, а также по категориям и разрядам почтовых отправлений, причем величина почтового сбора (почтового тарифа) зависела от принадлежности бандероли к той или иной категории. Максимальная масса бандероли не должна была превышать 5 кг, а единица весового сбора для бандероли составляла 50 г.
В некоторых странах для оплаты почтовой пересылки бандеролей применялись бандерольные марки:

Примеры бандерольных марок Российской империи
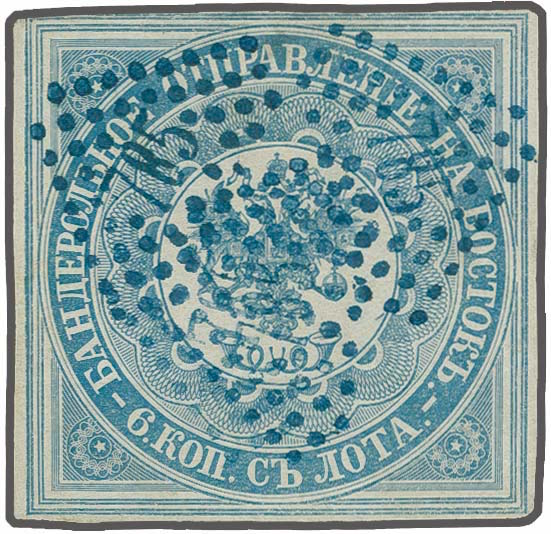
Марка Русской почты в Османской империи (РОПиТа), погашенная номерным штемпелем почтового отделения в Александрии (1863). Надпись: «Бандерольное отправление на Восток. — 6 коп. с лота»
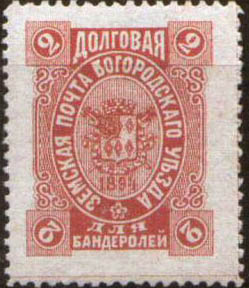
Земская «долговая» (доплатная) марка для бандеролей. Богородский уезд Московской губернии (1894)

## Допустимые размеры бандеролей
По существующим в современной России правилам почтовой пересылки установлены следующие допустимые размеры бандеролей:
- минимальный: 105×148 мм; для рулонов сумма длины и двойного диаметра — не более 0,17 м; наибольшее измерение — 0,1 м;
- максимальный: сумма длины, ширины и толщины — не более 0,9 м; наибольшее измерение — 0,6 м; для рулонов сумма длины и двойного диаметра — не более 1,04 м; наибольшее измерение — 0,9 м.

Диапазон допустимого веса бандеролей:
- для пересылки по Российской Федерации: от 100 г до 5 кг[1];
- для международных почтовых отправлений: до 2 кг.

| Авиапочтовые отправления в виде международной бандероли из России в США | Авиапочтовые отправления в виде международной бандероли из России в США | Авиапочтовые отправления в виде международной бандероли из России в США |
| --- | ----------------------------------------------------------------------- | --- |
| |                                                                         | |
| Обычный бумажный конверт (2007): пометка от руки «п/б» («простая бандероль»); с наклеенными почтовыми марками России, выпущенными в 1998, 2001 и 2002 годах, для оплаты почтового сбора в размере 108 рублей 20 копеек | Специальная пластиковая упаковка (2008)                                 | То же, деталь: логотип «Почты России», календарный штемпель и штампы с надписями на французском языке — «Recommandé» («Заказное»), «Petit paquet» («Мелкий пакет») и «Paravion» («Авиа»); пометка от руки о величине почтового сбора — «TR = 365,20» |

## Бандероль в культуре
- «Ценная бандероль» — советский мультфильм (1986)[12].
- В мультфильме «Зима в Простоквашино» упоминается бандероль в ходе комической сцены ссоры между котом Матроскиным и псом Шариком и вмешавшегося в ссору почтальона Печкина:

— Я вот сейчас в него кочергу брошу, чтобы не обзывался (говорит Шарик)
— Зачем бросать, если почта есть? Сейчас мы её упакуем и коту передадим. Это же бандероль получается. (Печкин с этими словами заворачивает кочергу в бумагу — «упаковывает» — и относит её коту)
— Вам кочергу прислали бандеролью. Хотели в вас запустить. (Печкин обращается к Матроскину)

- «Бандероль» (англ. The Package) — 14-я серия из второго выпуска испанского мультсериала «Бернард» (2004).
- «Бандероль» — галерея современного искусства в Барнауле (c 2009 года).
- «БанДеролЬ» — группа из Калининграда, лауреат Всероссийского фестиваля авторской песни имени Валерия Грушина (2009)[13].
- «Бандероль» — песни групп «Монгол Шуудан» (альбом «Чересчур», 1995) и «Бутырка».